# Tournefortia tarmensis
Tournefortia tarmensis är en strävbladig växtart som först beskrevs av Kurt Krause, och fick sitt nu gällande namn av Macbride. Tournefortia tarmensis ingår i släktet Tournefortia och familjen strävbladiga växter. Inga underarter finns listade i Catalogue of Life.